# Amomum longiligulare
Amomum longiligulare är en enhjärtbladig växtart som beskrevs av Te Lin Wu. Amomum longiligulare ingår i släktet Amomum och familjen Zingiberaceae. IUCN kategoriserar arten globalt som livskraftig. Inga underarter finns listade i Catalogue of Life.